# 振草村
振草村（ふりくさむら）は、愛知県北設楽郡にかつて存在した村。
現在の北設楽郡東栄町北西部（振草地区）と設楽町東部（平山、神田）に該当する。
宇連川支流（振草川、大千瀬川、神田川など）の上流の山間部の村であり、林業の他、セリサイト（絹雲母）の採掘が行われていた。

## 歴史
- 江戸時代、この地域は三河国設楽郡であり、天領、寺社領などであった。
- 1878年（明治11年）7月22日 - 郡区町村編制法施行に伴い、設楽郡が南設楽郡と北設楽郡に分割される。
- 1889年（明治22年）10月1日 - 古戸村、小林村、下粟代村、上粟代村、平山村、神田村、川合村の一部[3]が合併し、振草村となる。
- 1956年（昭和31年）9月30日 -
  - 振草村のうち大字平山、神田、川合は、田口町、段嶺村、名倉村と新規合併し、設楽町となる。
  - 振草村のうち大字下粟代、上粟代、小林、古戸は東栄町に編入される。

### 現在の地名
- 設楽町大字平山
- 設楽町大字神田
- 設楽町大字川合
- 東栄町大字振草 （振草村時代の4大字を統合）

## 教育
- 振草村立古戸小学校（2007年に東栄町立東栄小学校に統合）
- 振草村立粟代小学校（2007年に東栄町立東栄小学校に統合）
- 振草村立小林小学校（1964年閉校）
- 振草村立神田小学校（1995年に設楽町立田口小学校に統合）
- 振草村立神田小学校宇連分校（1967年閉校）
- 振草村立振草中学校（1975年に東栄町立東栄中学校に統合）
- 振草村立神田中学校（設楽町立田口中学校に統合）

## 神社・仏閣
- 小林諏訪神社
- 黒倉神社